# Ashait
Ashait (fl. XXI secolo a.C.) è stata una regina egizia della XI dinastia.
Fu una moglie secondaria del faraone Mentuhotep II, e morì a soli 22 anni. Aveva i titoli di Amata Sposa del Re, Solo Ornamento del Re, Sacerdotessa di Hathor, Sacerdotessa di Hathor - Grande di Ka - prima delle Sue Sedi, Signora di Dendera.

## Sepoltura
La sua tomba (classificata DBXI.17) fu rinvenuta, con piccole cappelle decorate, all'interno del complesso templare del marito a Deir el-Bahari, dietro agli edifici principali e insieme alle sepolture di altre cinque regine e nobildonne: Henhenet, Kawit, Kemsit, Sadeh e Mayet. Ashait era la più anziana fra queste. Lei e altre tre delle sei donne furono regine e la maggior parte di loro anche sacerdotesse di Hathor; è possibile quindi che siano state sepolte lì in base a rituali del culto della dea, ma è anche possibile che fossero figlie di nobili collegati al re.
Il sarcofago in pietra di Ashait è uno dei più pregevoli manufatti del periodo. Al suo interno giaceva un feretro di legno col corpo della regina. nella tomba fu anche rinvenuta una sua statua lignea. La mummia, il sarcofago in pietra calcarea e quello in legno si trovano oggi al Museo egizio del Cairo.